# Sabicea duparquetiana
Sabicea duparquetiana là một loài thực vật có hoa trong họ Thiến thảo. Loài này được Baill. ex Wernham miêu tả khoa học đầu tiên năm 1914.